# Drittes Rom
Der Ausdruck „Moskau, Drittes Rom“ (russisch Москва - третий Рим Moskwa – treti Rim) wird im 16. Jahrhundert in drei Briefen des Philotheus (Filofei), Starez des Pskower Eleazar-Klosters, an den Großfürsten Wassili III., an den Kirchenschreiber Misjur Munechin und an Iwan den Schrecklichen geprägt. Seitdem wurde diese Wendung als vorgebliche Staatstheorie immer wieder aufgegriffen, um den Machtanspruch Russlands zu untermauern.

## Erstes und Zweites Rom
Das Erste Rom ist die Stadt Rom als Zentrum des Römischen Reichs. Der Untergang Roms wird mit der Annahme des römisch-katholischen Glaubens gleichgesetzt, als Rom Mittelpunkt der römisch-katholischen Kirche wurde. Als Zweites bzw. Neues Rom wird Konstantinopel betrachtet oder das Heilige Römische Reich als der Nachfolger des Weströmischen Reichs. Vereinzelt zählt auch der päpstliche Kirchenstaat als zweites Rom.

## Konzept
Ursprünglich war das Konzept vom „Dritten Rom“ weniger imperial als vielmehr apokalyptisch zu verstehen. Das Fürstentum Moskau war nach dieser Idee der letzte kleine Rest „in der Wildnis“ der einstmals großen christlichen Zivilisation, nachdem überall sonst die Häresie Einzug gehalten hatte. Sowohl der Katholizismus als auch der Islam wurden von vielen Orthodoxen als häretische Seitenzweige des jüdisch-christlichen Stammes gesehen. Moskau wurde verglichen mit jenen siebentausend Israeliten, die sich nach dem Bericht im biblischen 1. Buch der Könige zur Zeit des Propheten Elija geweigert hatten, den Ba’al anzubeten. Erst mit der Zeit wandelte sich diese Vorstellung zu einer Großreichsidee.

## Entwicklung
Der Großfürst von Kiew Wladimir I. heiratete 989 Anna, die Schwester des byzantinischen Kaisers Basileios II., und trat zum griechisch-orthodoxen Glauben über. Mit ihm wurden auch seine russischen Untertanen christianisiert. Seit dem Fall Konstantinopels 1453 durch das Osmanische Reich betrachtet die russisch-orthodoxe Kirche Moskau als das Dritte Rom, d. h. als Zentrum des orthodoxen Christentums. Die Heirat des Großfürsten Iwan III. mit Sofia Palaiologa, der Nichte des letzten byzantinischen Kaisers, Konstantin XI. Palaiologos (1448–1453), unterstrich die Stellung Moskaus.

## Entstehung des Begriffs
Nach dem Untergang des Byzantinischen Reiches im Jahre 1453 wurde der Großfürst von Moskau zum führenden Vertreter der orthodoxen Christen. Damit wurde die Machtstellung Moskaus auch ideologisch untermauert. Die Theorie des Dritten Roms entstand daher und wurde unter anderem vom Mönch Filofei um 1500 nach den geschichtlichen Ereignissen konstruiert. In dieser Theorie beschreibt Filofei auch den genealogischen Anschluss durch die Heirat Iwans III. mit Sofia Palaiologa. Sofia soll in ihrer Person die byzantinische Tradition verkörpert haben und hat durch griechische und römische Begleiter angeblich die byzantinische Kultur am Moskauer Hof verbreitet. Mit der Eheschließung wurden in Moskau der byzantinische Hofritus sowie das Wappen mit dem Doppeladler und der Titel Zar als Symbole der orthodoxen Kaisermacht eingeführt.

## Problematik des Begriffs
Diese Theorie wurde erst später (um 1510) von Filofei niedergeschrieben und orientierte sich an den geschichtlichen Ereignissen.
Sofia hatte zwei Brüder (Manuel und Andreas), Iwan III. konnte daher keine Erbansprüche auf den byzantinischen Kaiserthron geltend machen. Ihr Bruder Andreas verkaufte sogar seine byzantinischen Erbansprüche 1483 an einen spanischen Granden und 1494 nochmals an König Karl VIII. von Frankreich.
Auch soll man nicht vergessen, dass Sofia nicht griechisch-orthodox war, als sie nach Moskau kam, sondern der Unierten Kirche angehörte. Sie hatte Byzanz nie gesehen, somit ist es eher unwahrscheinlich, dass sie das byzantinische Hofzeremoniell nach Moskau brachte. Der Doppeladler taucht erst in der 1. Hälfte des 14. Jahrhunderts in Byzanz auf und war nie ein unmittelbares Herrschaftszeichen des byzantinischen Kaisers. Auf Münzen und Siegel befand sich immer der Herrscher. Im Westen hingegen tritt der Doppeladler schon sehr bald auf. Es ist nicht genau festzuhalten, ab wann Iwan III. den Adler in seinem Siegel benutzt. Erst Wassili III. hat ihn endgültig verwendet. Der Titel Zar für den Moskauer Großfürsten lässt sich schon für frühere Zeiten nachweisen, hatte anfangs aber eher eine stilistische Funktion. Im Bericht über das Konzil von Florenz wird der Titel für Wassili II. verwendet. Offiziell wird der Titel Zar erstmals im 1474 geschlossenen Waffenstillstand mit Livland genannt. Dort werden Iwan III. und sein Sohn als Zaren bezeichnet. Dennoch ändert sich bei der Betitelung Iwans III. etwas, anstatt sich wie zuvor Herr zu nennen, nennt er sich immer häufiger Herrscher.

## Die Unterstützer der Idee
Da die Idee, Moskau als Erbe von Byzanz und somit als Drittes Rom zu sehen, erst später niedergeschrieben wurde, finden sich vor allem nach der Regentschaft Iwans III. Anhänger dieser Idee. 
Für Iwan III. und Wassili III. bedeutete Zar nichts anderes als „großer Herrscher“. Iwan III. dachte nicht daran, das universale Erbe des byzantinischen Kaisers anzutreten, sondern vor allem Flüchtlinge aus Byzanz und Serbien sahen den „Hort der Rechtgläubigkeit“ im Moskauer Reich, da es als einziger Vertreter der orthodoxen Kirche frei handeln konnte. Die Ausformung dieser Ideologie stammt aus dem mönchischen Bereich (Filofej von Pskow/Pleskau). Der Erzbischof Feofil war mit der Politik Iwans III. unzufrieden. Die Kirche musste 1478 viele Ländereien an Großfürsten übergeben und 1479 endete der Besuch Iwans III. in Groß-Nowgorod mit der Verhaftung Feofils.
Gemäß dem Mönch Filofej ist Moskau als Drittes Rom auch das letzte Rom: „... ein viertes wird es nicht geben“ (...четвёртому не быти), weil das Weltende nahe sei.

## Wirkung
Die Benennung von Sankt Petersburg 1703 durch Peter den Großen ist in diesen Zusammenhang zu stellen.
Der Politikwissenschafter Jörg Himmelreich wies darauf hin, dass das Verständnis der russischen Geschichte als fortlaufender Teil der Heilsgeschichte die politischen Systeme nicht nur des Zarenreiches, sondern auch der Sowjetunion geprägt habe und mit der Herrschaft Wladimir Putins stärker denn je das russische Staatsdenken prägt:

„Wie in der jahrhundertelangen Vergangenheit ist die orthodoxe Kirche auch heute wieder Dienerin ihres Herrn. Diese jahrhundertealte Staatsideologie der orthodoxen Kirche ist tief in die russische Herrschaftspsychologie eingraviert […] Selbst der Sowjetkommunismus trug orthodoxe Herrschaftsmerkmale. Er war am Ende nichts anderes als eine ins Weltlich-Politische verwandelte irdische Ideologie der russischen Orthodoxie, so wie sie der Mönch Filofej schon 400 Jahre früher formuliert hatte. Die messianische Heilserwartung des ‚Dritten Rom‘ entspricht dem weltlichen Befreiungsgedanken der kommunistischen Ideologie. Als ‚letztes Rom‘ der Christenheit allein im Besitz der letzten absoluten Wahrheit zu sein, verweist auf den totalitären Anspruch des Sowjetkommunismus. Wie schon seit Wladimirs Taufe 988 die russische Orthodoxie auch dazu diente, Ziele politischer Macht der russischen Herrschaft nur zu verkleiden, so war auch unter Stalin die Ideologie des Sowjetkommunismus nur noch notdürftige moralische Hülle nackter Gewaltausübung. Orthodoxie und Sowjetkommunismus bilden als Zwillingspaar über ein Jahrtausend hinweg die wesentliche Legitimationsquelle russischer Autokratie und russischer Expansion. […] So bildet die historische, orthodoxe Herrschaftsideologie auch heute wieder den Goldgrund für Putins autokratisches Regime und seinen wiederbelebten russischen Expansionismus“